# Ecaterina Olimpia Caradja
Prințesa Ecaterina Olimpia Caradja cunoscută ca Princess Catherine Olympia Caradja (născută, Ecaterina Olimpia Crețulescu la 28 ianuarie 1893, București – d. 26 mai 1993, București) a fost o aristocrată și filantroapă română, stabilită în Statele Unite ale Americii. Pe linie maternă, a fost o descendentă a familiei Cantacuzino.
Născută în București, educată în Anglia și Franța, a reușit să părăsească România în anul 1952, scăpând de regimul comunist de atunci cu ajutorul unei bărci, cu care a traversat Dunărea în Iugoslavia de atunci.
Ca expatriată în Statele Unite, pentru mai mult de 35 de ani, a locuit în comitatul Hill din statul Texas, de unde s-a reîntors în România după 1989, pentru a locui în București, unde a și murit ca centenară.
A fost căsătorită cu prințul Constantin Caradja.

## Onoruri umanitare
Prințesa Caradja a fost binecunoscută pentru munca sa umanitară și filantropică din perioada interbelică, dar mai ales din timpul celui de-al doilea război mondial, când a alinat suferințele a peste o mie de aviatori (și a altor membri ai echipajelor de zbor) americani și britanici, care au devenit prizonieri de război ai României în timpul campaniei de bombardare a obiectivelor industriale ale României, din perioada  alierii sale Germaniei naziste.
A avut grijă de acești căzuți „oameni ai aerului” atât pe propria sa proprietate, unde i-a tratat și îngrijit, cât și în spitalele din Ploiești.  Această activitate umanitară și filantropică extraordinară i-a atras numele de „Îngerul din Ploiești” printre acei prizonieri de război. În 1977, a fost recompensată cu Medalia de onoare George Washington (în original, George Washington Honor Medal) de către Freedoms Foundation at Valley Forge.
În data de 2 iunie 2021 a avut loc, la Palatul Prezidențial din Varșovia, ceremonia de decernare a medaliilor Virtus et Fraternitas, organizată cu sprijinul Institutului Pilecki. În cadrul ceremoniei prințesa Ecaterina Caradja a fost decorată post-mortem pentru ajutorul oferit refugiaților polonezi în timpul celui de-al Doilea Război Mondial. Medalia a fost oferită de către președintele Poloniei, Andrzej Duda, strănepoților Ecaterinei. Medalia Virtus et Fraternitas este acordată de Președintele Republicii Polone ca simbol al recunoștinței față de cei care au ajutat cetățeni polonezi în perioada regimurilor totalitare din secolul al XX-lea.

## Familie
Fiica sa, Alexandra, a decedat în 1997; din familia extinsă mai sunt în viață nepoata sa de fată, Brianna Hélène Caradja, și doi strănepoți, Constantin Caradja Johnson (1989) și Maximilien Caradja Johnson (1990).  Fiul său adoptiv, un german, Ottomar Rodolphe Vlad Dracula Prince Kretzulesco, nu mai trăiește, decedând de cancer în 2007.